# Gallup Post Office
Le Gallup Post Office est un bureau de poste américain à Gallup, dans le comté de McKinley, au Nouveau-Mexique. Construit en 1933 dans une architecture mélangeant plusieurs styles, parmi lesquels le style Pueblo Revival, il est inscrit au Registre national des lieux historiques depuis le 25 mai 1988. C'est une propriété contributrice au district historique de Gallup Commercial depuis la création de ce district historique le 21 juin 2016.